# 吳稷
吳稷（1482年—1563年），字舜弼，號石湖，南直隸松江府華亭縣北俞塘河南人，明朝政治人物。

## 生平
吳稷是正德八年（1513年）癸酉科應天鄉試舉人，九年（1514年）甲戌科進士。十二年（1517年）授金華府推官，府內永康縣有馬姓貴人羞辱知縣，他按法懲治，忤逆上級而調惠州府推官，署理府事，裁革多餘稅項和繇役，減少監獄囚犯，設立規過櫃於府門，訓練保甲偵察流寇，獲南贛巡撫聶賢稱讚，在其他府縣採用其辦法。博羅縣民聚眾犯事被擒，株連無辜，有賴他辨解釋放，海豐縣知縣林克潤以貪污罷黜，恃著有靠山繼續治縣，他下令驅逐對方，得罪巡按御史，不得升官。
嘉靖三年（1524年）遷荊王府左長史，八年（1529年）晉四品服俸，九年（1530年）疏請侍養，丁母憂，服闋，十四年（1535年）改徽王府左長史，進表《賢王箴》、《芸窗賦》規諫徽王朱厚爝，十八年（1539年）致仕，歸隱於縣東郊。他生平銳意鑽研程朱理學，在金華時經常拜訪章懋請教，於惠州任職期間又和督學魏校等人切磋，著有《自園稿》、《宦遊稿》、《石湖漫稿》、《破愚錄》、《史綱纂要》等作流傳，四十二年（1563年）八月二十二日去世，享年八十二歲，死後入祀鄉賢祠。所著有《自得園稿》、《宦遊稿》、《石湖漫稿》、《破愚錄》、《史綱纂要》藏于家中。

## 家族
六世祖吳益之始著籍華亭，定居北錢里石湖橋。高祖吳肅；曾祖吳賢；父吳楨，贈奉政大夫徽王府左長史。嫡母戴氏；生母丁氏。妻陳氏（贈宜人）；繼妻蔣氏（贈宜人）、李氏（封宜人）。子吳充、吳允、吳亮。

## 引用
1. 1 2  光緒《重修華亭縣志·卷十四·人物三》：吳稷，字舜弼 一作鼎，號石湖 居北俞塘河南，正德九年進士，授金華推官，有永康右姓馬某辱其邑令，稷按法懲之，拂上官意移惠州，裁冗役、節冗費，巡撫聶榮襄移文諸郡飭賦政一如惠州，蓋重其治行也。所屬海豐令以墨黜，而恃直指勢猶留治事，稷露檄逐去，直指銜之，左遷徽王府長史；王素驕，稷進《賢王箴》、《芸窗賦》以規，久之致仕，歸隱東郊，有司莫識其面，嘗佐顧文僖清修府志，卒祀鄉賢祠。 參前志、郭府志、《雲間志略》
2. ↑  光緒《重修華亭縣志·卷十二·人物一》：進士……明……（正德）九年甲戌科 唐皋榜……吳稷 有傳……舉人……明……（正德）八年癸酉科 王大化榜……吳稷 見進士，以上府學
3. ↑  光緒《惠州府志·卷二十九·人物》：吳稷，字舜弼，江南華亭人，正德甲戌進士，授金華府推官，未幾調惠州，始至署郡篆，裁冗稅、革濫役、疏繫囚，置規過櫃於門，立保甲以詗盜，中丞聶榮襄公稱之，下其法於諸郡。博羅民以嘯聚伏法，窮治者株連無辜，賴稷辨釋；海豐令某以墨黜，恃援視事如故，露檄逐之去；雨輔親藩引議規正，進賢王箴、芸窗賦以寓諷，親藩嚴憚之，其慎職類此。平生銳意閩洛之學，在金華日謁章文懿公于家，因事請益，及來惠州莊渠魏恭簡公以督學至，數教迪士尤委重稷，而谷坪李先生會言事謫丞通衢，惠屬也，相與研析道妙徵詰異同，久之有得，因梓行二先生所說式諸士。
4. ↑  《雲間據目抄·卷一》：吳稷，字舜弼，號石湖公，穎敏敦愨。年十五，居父喪，戚而有禮。治經屬文，精勤雅贍。舉正德甲戌進士，授金華府推官。時蘭谿章文懿公家居。公虛已質疑，政學並進。會永康右姓馬甲，辱其邑令。公據法繩之，咈上官意，移調惠州，得與魏莊渠、李穀坪兩公切磋。守官冰蘖，裁省冗役冗費。暑月行縣，疏釋繫囚，置規過櫃於郡門，以通民隱；立保甲法於七邑，以懲奸宄。中丞聶榮襄移文諸郡，期一一如吳惠州。有海豐令，以墨黜，猶治事。公露檄馳使逐之，令為按君鄉人。乃大迕，不得薦，遷荊府左長史。服除，改徽府，公皆不薄其官。進賢王箴芸窗賦，以寓規誨，致仕歸。老於東城之垌。非公事，跡不履廛。有司延鄉飲大賓，間赴之。服膺莊渠、穀坪兩公，求仁致知之學。四十餘年，潛思實踐。間有疑信者，則與唐中丞順之。陸宗伯樹聲，參互演證。年逾大耋，猶著行壽編以自勗。卒後數月，督學耿公登堂奠謁，旋采輿評，秩祀鄉賢祠。所著有《自園稿》、《宦遊稿》、《石湖漫稿》、《破愚錄》、《史綱纂要》，藏於家，而皇明正學編，尤裨道脈云。